# Kyle Eastwood
Kyle Eastwood (Los Angeles, 1968. május 19. –) amerikai dzsesszgitáros, filmzeneszerző, színész. Clint Eastwood fia.
Egy híres apának az az egyetlen előnye, hogy bármikor be tudsz menni a színfalak mögé.

## Pályafutása
Híres apja zongorázott is, édesanyja zenetanár volt a Northwestern Egyetemen. A családi házban Duke Ellington, Count Basie, Miles Davis, Dave Brubeck, Thelonious Monk, vagy a Stan Kenton Big Band lemezei szóltak. Sokszor elvitték a kaliforniai Monterey Jazz Fesztiválra is. Gyerekkorában találkozott Dizzy Gillespie-vel, Sarah Vaughannal, és más ismert zenészekkel is.
R&B-t tanult és reggae-t is játszott. Főiskolásként basszusgitározni kezdett a francia Bunny Brunel tanítványaként.
Rendszeresen koncertezett New Yorkban, Los Angelesben. Létrehozta a Kyle Eastwood Quartetet.
1998-ban jelent meg első lemeze, amelyet a Sony adott ki.
Hol Londonban, hol Párizsban, hol Amerikában él.

## Stúdiólemezek
- 1998: From There to Here
- 2004: Paris Blue
- 2006: Now
- 2009: Metropolitain
- 2011: Songs from the Chateau
- 2013: The View from Here
- 2015: Time Pieces
- 2017: In Transit
- 2019: Cinematic

## Filmográfia
| Év   | Magyar cím                    | Eredeti cím                   | Szerep                | Megjegyzések                 |
| ---- | ----------------------------- | ----------------------------- | --------------------- | ---------------------------- |
| 1976 | A törvényenkívüli Josey Wales | The Outlaw Josey Wales        | Josey fia             | stáblistán nincs feltüntetve |
| 1980 | Bronco Billy                  | Bronco Billy                  | árva                  | stáblistán nincs feltüntetve |
| 1982 | Lebujzenész                   | Honkytonk Man                 | Whit Stovall          |                              |
| 1990 | A zöldfülű                    | The Rookie                    | bandatag              | stáblistán nincs feltüntetve |
| 1995 | A szív hídjai                 | The Bridges of Madison County | James Rivers Band     |                              |
| 2007 | Nyári időszámítás             | L'Heure d'été                 | James                 |                              |
| 2011 | J. Edgar – Az FBI embere      | J. Edgar                      | Stork Club Band tagja |                              |

## További információ
- Hivatalos oldal
- Kyle Eastwood a PORT.hu-n (magyarul)
- Kyle Eastwood az Internetes Szinkronadatbázisban (magyarul)
- Kyle Eastwood az Internet Movie Database-ben (angolul)
- Kyle Eastwood a Rotten Tomatoeson (angolul)